# Fô-Bourè
Fô-Bourè är en ort i Benin.   Den ligger i departementet Borgou, i den centrala delen av landet, 400 km norr om huvudstaden Porto-Novo. Fô-Bourè ligger 396 meter över havet och antalet invånare är 10 677.
Terrängen runt Fô-Bourè är huvudsakligen platt. Fô-Bourè ligger uppe på en höjd. Runt Fô-Bourè är det ganska glesbefolkat, med 28 invånare per kvadratkilometer.. Det finns inga andra samhällen i närheten.
Omgivningarna runt Fô-Bourè är huvudsakligen savann.